# Триади (дем Седес)
Триади (на гръцки: Τριάδι, катаревуса: Τριάδιον, Триадион, до 1927 година Καγιά Τσαλή, Кая Цали) е село в Гърция, дем Седес, област Централна Македония.

## География
Селото е разположено на Халкидическия полуостров, южно от Солун и два километра северно от демовия център Терми в подножието на Хортач (Хортиатис).

## История
В края на XIX век Каячали е турско село в Солунска кааза на Османската империя. В 1900 година според Васил Кънчов („Македония. Етнография и статистика“) в Коран махале, Кая Чали и Съгърли живеят 106 турци.
В 1913 година Каячали попада в Гърция. В 20-те години мюсюлманското му население се изселва. В 1926 г. 75 семейства бежанци от Източна Тракия, Понт и Мала Азия се заселват в Каячали. Триади и Терми образуват община Терми, която в 1994 година прераства в дем. В 1927 година селото е прекръстено на Триади. В 1928 година Триади е представено като бежанско село с 69 бежански семейства и 234 души бежанци.
Църквата в селото е посветена на Свети Георги.